# Villegusien-le-Lac
Villegusien-le-Lac è un comune francese di 745 abitanti situato nel dipartimento dell'Alta Marna nella regione del Grand Est.

## Società

### Evoluzione demografica
Abitanti censiti